# Средні Мости
46°03′ пн. ш. 16°51′ сх. д. / 46.05° пн. ш. 16.85° сх. д.
Средні Мости (хорв. Srednji Mosti) — населений пункт у Хорватії, в Б'єловарсько-Білогорській жупанії у складі громади Капела.

## Населення
Населення за даними перепису 2011 року становило 98 осіб.
Динаміка чисельності населення поселення: